# Тамбур

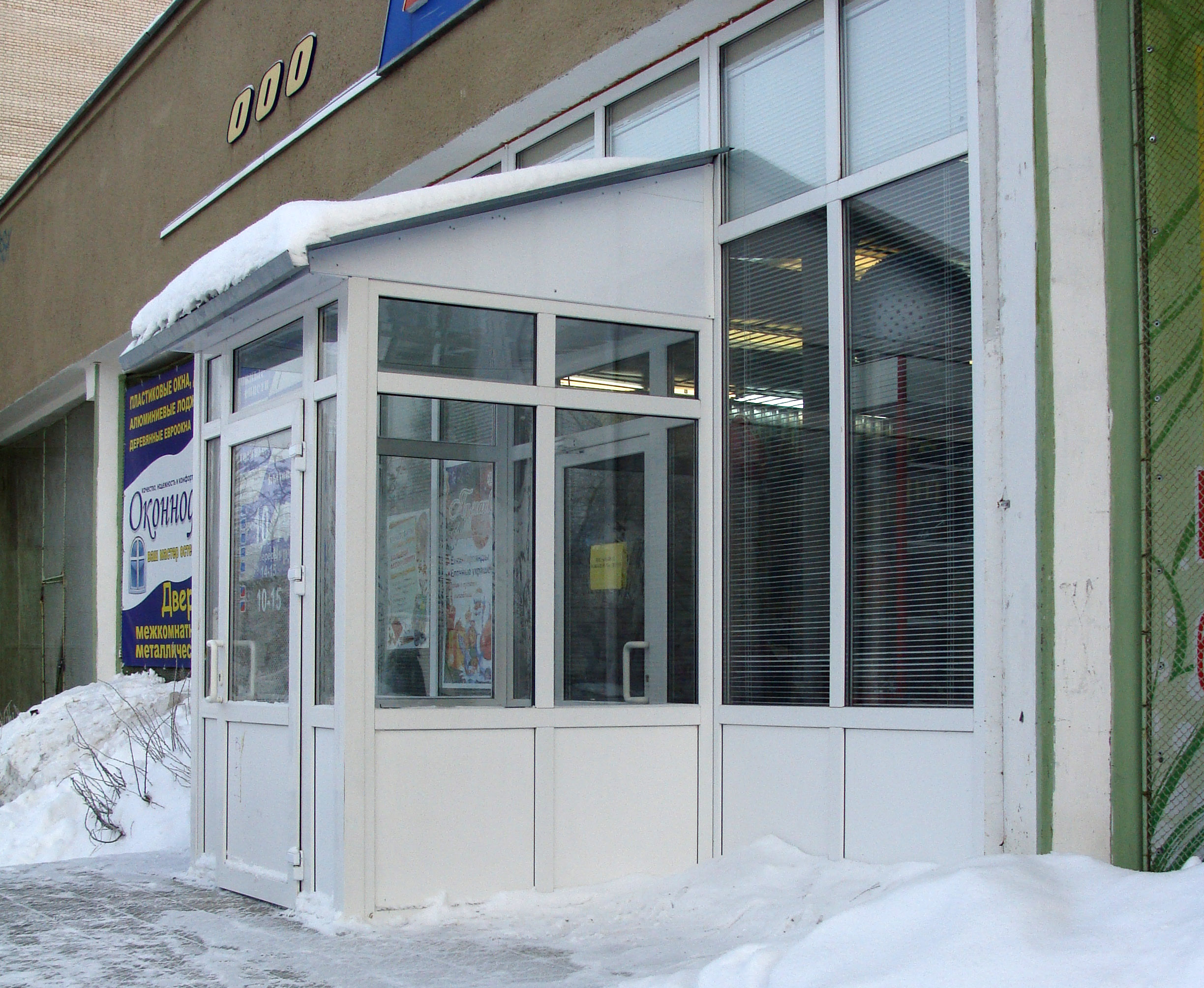
Тамбур на входе в магазин

Та́мбур (фр. tambour «барабан») — небольшое проходное помещение между входными дверями. Тамбур рассчитан на нахождение в нём одного или нескольких человек, оборудования, вагонеток и т. д. На входе в здание между наружными и внутренними дверями тамбур является тепловым шлюзом и препятствует проникновению горячего или слишком холодного воздуха с улицы в здание. Вращающаяся дверь применяется в входном тамбуре особенного вида. Внутренние тамбуры служат для частичной изоляции одного помещения от другого. Также тамбуры могут применяться для защиты от отравляющих, радиоактивных веществ, патогенных микроорганизмов. Тамбур-шлюзы используются для заполнения проёмов в противопожарных преградах.
Створки дверей или ворот не являются обязательным элементом тамбура, существуют «открытые тамбуры», в которых вместо дверей используются установки пожаротушения, противопожарные шторы, экраны:Ст. 88.

## Здания

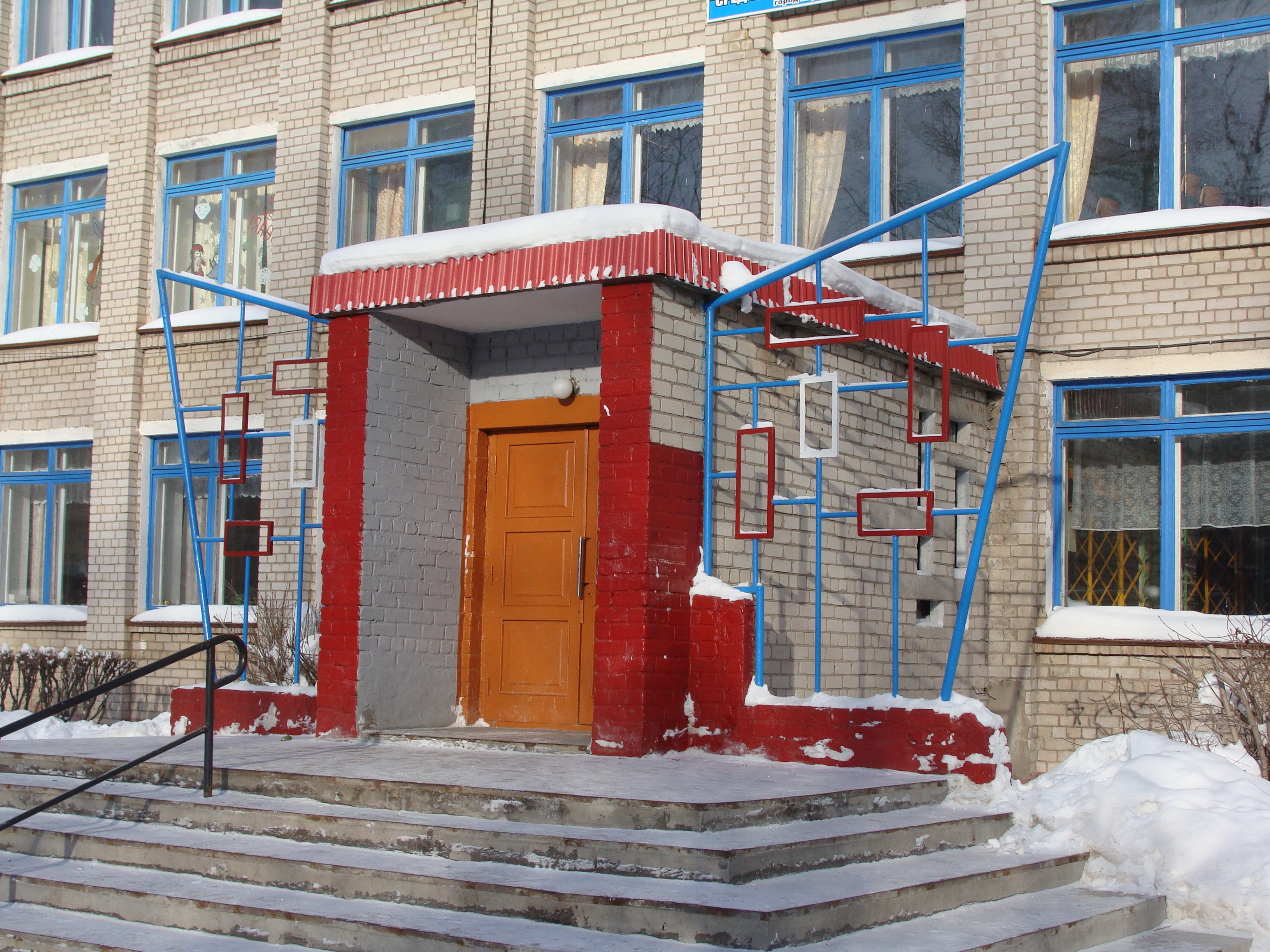
Тамбур на входе в школу

Тамбуры, тамбур-шлюзы применяются для ограничения распространения пожара. В противопожарных преградах, отделяющих помещения категорий А и Б от помещений других категорий, коридоров, лестничных клеток и лифтовых холлов, должны быть предусмотрены тамбур-шлюзы с постоянным подпором воздуха. В проёмах противопожарных преград, которые не могут закрываться противопожарными дверями или воротами, для сообщения между смежными помещениями категории В или Г и помещениями категории Д должно быть предусмотрено устройство открытых тамбуров, оборудованных установками автоматического пожаротушения. В цокольных и подземных этажах зданий, сооружений и строений вход в лифт должен осуществляться через тамбур-шлюзы 1-го типа с избыточным давлением воздуха при пожаре:Ст. 88. В незадымляемых лестничных клетках типа Н3 вход на них на каждом этаже происходит через тамбур-шлюз, в котором постоянно или во время пожара обеспечивается подпор воздуха:Ст. 40.

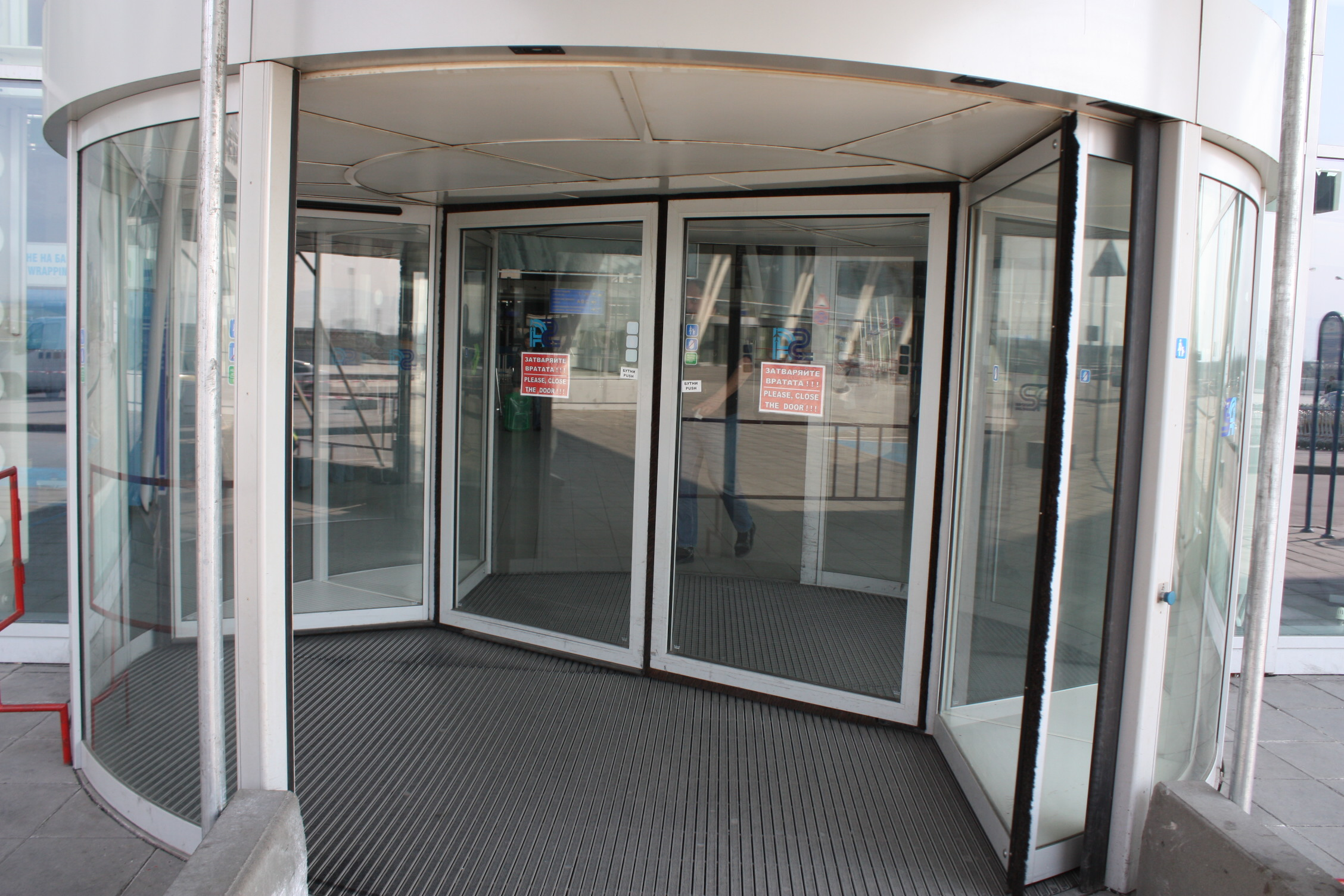
Тамбур с вращающейся дверью (турникетом)

Входные тамбуры предназначены для защиты от проникновения горячего или слишком холодного воздуха при открывании дверей. В районах с длительным холодным периодом и сильными ветрами или в южных районах с жарким климатом устраивают тамбуры, в условиях средней полосы выходы устраиваются без тамбуров:256. Известен случай, когда в жилом доме, построенном в 1918 году, перед входом в сени имелось крыльцо-тамбур без дверей с открытым лестничным маршем и рундуком, обшитым вертикальной доской и покрытым самостоятельной односкатной крышей.
Перегрузочный тамбур — конструкция, вынесенная за пределы складского помещения. Имеет герметизатор проёма и уравнительную платформу. Перегрузочный тамбур защищает груз от воздействия неблагоприятных климатических факторов, а также обеспечивает стабильность температуры в складском помещении.

### Тамбур-шлюзы
Ширина тамбуров принимается больше ширины проёмов на 0,5 метра (0,25 метра с каждой стороны проёма), а глубина — больше ширины дверного полотна на 0,2 метра, но не менее 1,2 метра:255. Защитные свойства тамбуров зависят от их планировки. Для тамбур-шлюзов необходимы размеры, позволяющие войти в него, закрыть за собой двери и открыть следующую дверь. Исходя из этих условий, глубина тамбур-шлюза принимается на 30 см больше ширины двери, но не менее 1,2 метра, а ширина на 0,6 метра больше ширины дверного проёма:256.
В тамбур-шлюзах помещений категорий А и Б, помещений с выделением вредных газов или паров 1 и 2 классов опасности следует предусматривать механическую приточную вентиляцию с подачей наружного воздуха для создания избыточного давления круглосуточно и круглогодично.
Тамбур-шлюзы в противопожарных преградах должны быть защищены дренчерными завесами с удельным расходом не менее 1 л/(с·м). Как правило, завесы должны устанавливаться внутри тамбура; с учётом специфических условий объекта защиты они могут быть предусмотрены в две нитки как внутри, так и снаружи.
Запрещается устраивать в тамбурах выходов (за исключением квартир и индивидуальных жилых домов) сушилки и вешалки для одежды, гардеробы, а также хранить (в том числе временно) инвентарь и материалы.

## Железная дорога

План плацкартного вагона: 6, 11 — тамбуры

Тамбуры железнодорожных пассажирских вагонов — закрытая площадка пассажирского железнодорожного вагона между наружными и внутренними входными дверьми. Предназначены для защиты от проникновения в салон вагона наружного воздуха, шумоизоляции. Обычно каждый тамбур имеет 3 наружные входные двери (по бокам вагона и торцевую) и 1 внутреннюю дверь в салон вагона. В тамбурах выделялось место для курения. Различают «рабочий тамбур» — со стороны служебного купе проводников в плацкартных, купейных вагонах, вагонах СВ, люкс, ресторанах и у кабины машиниста в вагонах пригородных электричек. С рабочего тамбура производится топка котла для обогрева вагона на неэлектрифицированных участках железной дороги. Также в тамбурах оснащено место для хранения запаса топлива (угля, дров). Тамбуры оснащены стоп-кранами экстренного торможения и ручным тормозом для остановки вагона в случаях расцепки от состава или неисправности пневматической системы экстренного торможения.